# (Where Do I Begin?) Love Story
"(Where Do I Begin?) Love Story" is een nummer met muziek geschreven door Francis Lai en tekst geschreven door Carl Sigman. Het was oorspronkelijk enkel een instrumentaal nummer in de film Love Story uit 1970. Een versie met tekst werd opgenomen door vele artiesten, waarvan de uitvoering van Andy Williams uit 1971 de bekendste werd.

## Achtergrond
De soundtrack van de film Love Story werd in zijn geheel geschreven door Francis Lai. Deze film werd uitgebracht door Paramount Pictures; het bedrijf dat de muziek voor deze maatschappij uitbracht, vond dat het instrumentale nummer tijdens het begin en het eind van de film, getiteld "Theme from Love Story", tekst nodig had. Tekstschrijver Carl Sigman kreeg de opdracht om deze tekst te schrijven. Hij kwam oorspronkelijk met een tekst die het verhaal van de film vanuit het oogpunt van de mannelijke hoofdrol vertelt. Volgens een uitvoerend medewerker van Paramount was deze versie nogal depressief en moest er een nieuwe tekst komen. Toen Sigman aan het nadenken was over een nieuwe tekst, vroeg hij aan zijn vrouw, "Waar moet ik beginnen?" (Where do I begin?), wat het startpunt was van de uiteindelijke versie.
Kort voordat Love Story op 25 december 1970 in de bioscopen in première ging, werd de instrumentale versie door Henry Mancini, getiteld "Theme from Love Story" uitgebracht als single. Op 15 januari 1971 werden twee versies van "(Where Do I Begin?) Love Story", gezongen door respectievelijk Andy Williams en Tony Bennett, als single uitgebracht. Er werd expres gekozen om deze singles pas enkele weken na de film uit te brengen: "Enkel de instrumentale versie zou op de markt gebracht moeten worden voor de uitgave van de film, en de versie met zang zou pas enkele weken na de film moeten uitkomen, zodat het thema en de beelden van Love Story al bekend zijn bij het publiek".
"Theme from Love Story" behaalde in de versie van Mancini de dertiende plaats in de Amerikaanse Billboard Hot 100, terwijl de versie van het orkest van Francis Lai in deze lijst tot plaats 31 kwam. Lai kwam tevens tot plaats 24 in de Nederlandse Top 40 en plaats 22 in de Daverende Dertig met zijn versie. "(Where Do I Begin?) Love Story", de versie met zang, werd de grootste hit in de versie van Williams. Waar de versie van Bennett de Hot 100 niet haalde en slechts op de veertiende plaats in de "Bubbling Under"-lijst kwam, kwam Williams met zijn versie tot de negende plaats in de Hot 100. In de UK Singles Chart werd het een nog grotere hit; in deze lijst piekte het op de vierde plaats. In Nederland kwam de single tot respectievelijk de dertiende en veertiende plaats in de Top 40 en de Daverende Dertig, terwijl in Vlaanderen de veertiende plaats in de voorloper van de Ultratop 50 werd behaald.
Een aantal andere artiesten behaalden ook een hit met "(Where Do I Begin?) Love Story". Roy Clark kwam in 1971 tot plaats 74 in de Amerikaanse countrylijsten. Shirley Bassey behaalde enkel de Britse hitlijsten met haar versie, waar het op plaats 34 piekte. Een andere succesvolle cover werd in 1972 uitgebracht door Nino Tempo & April Stevens. In de Verenigde Staten kwam het weliswaar niet in de Billboard Hot 100 terecht, maar in Nederland kwam de single tot de vijfde plaats in zowel de Top 40 als de Daverende Dertig, terwijl in Vlaanderen de zevende plaats in de voorloper van de Ultratop 50 werd gehaald.

## Hitnoteringen

### Andy Williams

#### Nederlandse Top 40
| Hitnotering: 10-04-1971 t/m 22-05-1971 | Hitnotering: 10-04-1971 t/m 22-05-1971 | Hitnotering: 10-04-1971 t/m 22-05-1971 | Hitnotering: 10-04-1971 t/m 22-05-1971 | Hitnotering: 10-04-1971 t/m 22-05-1971 | Hitnotering: 10-04-1971 t/m 22-05-1971 | Hitnotering: 10-04-1971 t/m 22-05-1971 | Hitnotering: 10-04-1971 t/m 22-05-1971 | Hitnotering: 10-04-1971 t/m 22-05-1971 |
| Week                                   | 1                                      | 2                                      | 3                                      | 4                                      | 5                                      | 6                                      | 7                                      |                                        |
| -------------------------------------- | -------------------------------------- | -------------------------------------- | -------------------------------------- | -------------------------------------- | -------------------------------------- | -------------------------------------- | -------------------------------------- | -------------------------------------- |
| Positie                                | 35                                     | 19                                     | 13                                     | 13                                     | 19                                     | 23                                     | 37                                     | uit                                    |

#### Daverende Dertig
| Hitnotering week 1: 03-04-1971 Hitnotering week 2 t/m 5: 24-04-1971 t/m 15-05-1971 | Hitnotering week 1: 03-04-1971 Hitnotering week 2 t/m 5: 24-04-1971 t/m 15-05-1971 | Hitnotering week 1: 03-04-1971 Hitnotering week 2 t/m 5: 24-04-1971 t/m 15-05-1971 | Hitnotering week 1: 03-04-1971 Hitnotering week 2 t/m 5: 24-04-1971 t/m 15-05-1971 | Hitnotering week 1: 03-04-1971 Hitnotering week 2 t/m 5: 24-04-1971 t/m 15-05-1971 | Hitnotering week 1: 03-04-1971 Hitnotering week 2 t/m 5: 24-04-1971 t/m 15-05-1971 | Hitnotering week 1: 03-04-1971 Hitnotering week 2 t/m 5: 24-04-1971 t/m 15-05-1971 | Hitnotering week 1: 03-04-1971 Hitnotering week 2 t/m 5: 24-04-1971 t/m 15-05-1971 |
| Week                                                                               | 1                                                                                  |                                                                                    | 2                                                                                  | 3                                                                                  | 4                                                                                  | 5                                                                                  |                                                                                    |
| ---------------------------------------------------------------------------------- | ---------------------------------------------------------------------------------- | ---------------------------------------------------------------------------------- | ---------------------------------------------------------------------------------- | ---------------------------------------------------------------------------------- | ---------------------------------------------------------------------------------- | ---------------------------------------------------------------------------------- | ---------------------------------------------------------------------------------- |
| Positie                                                                            | 29                                                                                 | uit                                                                                | 15                                                                                 | 14                                                                                 | 20                                                                                 | 26                                                                                 | uit                                                                                |

#### NPO Radio 2 Top 2000
| Nummer met noteringen in de NPO Radio 2 Top 2000 | '99  | '00  | '01  | '02  | '03  | '04  | '05  | '06  | '07  | '08  | '09-'11 | '12  |
| ------------------------------------------------ | ---- | ---- | ---- | ---- | ---- | ---- | ---- | ---- | ---- | ---- | ------- | ---- |
| (Where Do I Begin?) Love Story                   | 1322 | 1637 | 1472 | 1498 | 1774 | 1350 | 1570 | 1694 | 1233 | 1472 | -       | 1597 |

1. ↑  Een '-' betekent dat het nummer niet was genoteerd en een vetgedrukt getal geeft de hoogste notering aan.
2. ↑  Deze tabel is bijgewerkt tot en met de laatste editie (2024).

### Francis Lai

#### Nederlandse Top 40
| Hitnotering: 24-04-1971 t/m 15-05-1971 | Hitnotering: 24-04-1971 t/m 15-05-1971 | Hitnotering: 24-04-1971 t/m 15-05-1971 | Hitnotering: 24-04-1971 t/m 15-05-1971 | Hitnotering: 24-04-1971 t/m 15-05-1971 | Hitnotering: 24-04-1971 t/m 15-05-1971 |
| Week                                   | 1                                      | 2                                      | 3                                      | 4                                      |                                        |
| -------------------------------------- | -------------------------------------- | -------------------------------------- | -------------------------------------- | -------------------------------------- | -------------------------------------- |
| Positie                                | 35                                     | 25                                     | 24                                     | 38                                     | uit                                    |

#### Daverende Dertig
| Hitnotering: 01-05-1971 t/m 08-05-1971 | Hitnotering: 01-05-1971 t/m 08-05-1971 | Hitnotering: 01-05-1971 t/m 08-05-1971 | Hitnotering: 01-05-1971 t/m 08-05-1971 |
| Week                                   | 1                                      | 2                                      |                                        |
| -------------------------------------- | -------------------------------------- | -------------------------------------- | -------------------------------------- |
| Positie                                | 24                                     | 22                                     | uit                                    |

### Nino Tempo & April Stevens

#### Nederlandse Top 40
| Hitnotering: 20-01-1973 t/m 24-03-1973 | Hitnotering: 20-01-1973 t/m 24-03-1973 | Hitnotering: 20-01-1973 t/m 24-03-1973 | Hitnotering: 20-01-1973 t/m 24-03-1973 | Hitnotering: 20-01-1973 t/m 24-03-1973 | Hitnotering: 20-01-1973 t/m 24-03-1973 | Hitnotering: 20-01-1973 t/m 24-03-1973 | Hitnotering: 20-01-1973 t/m 24-03-1973 | Hitnotering: 20-01-1973 t/m 24-03-1973 | Hitnotering: 20-01-1973 t/m 24-03-1973 | Hitnotering: 20-01-1973 t/m 24-03-1973 | Hitnotering: 20-01-1973 t/m 24-03-1973 |
| Week                                   | 1                                      | 2                                      | 3                                      | 4                                      | 5                                      | 6                                      | 7                                      | 8                                      | 9                                      | 10                                     |                                        |
| -------------------------------------- | -------------------------------------- | -------------------------------------- | -------------------------------------- | -------------------------------------- | -------------------------------------- | -------------------------------------- | -------------------------------------- | -------------------------------------- | -------------------------------------- | -------------------------------------- | -------------------------------------- |
| Positie                                | 26                                     | 14                                     | 8                                      | 7                                      | 5                                      | 5                                      | 9                                      | 17                                     | 31                                     | 36                                     | uit                                    |

#### Daverende Dertig
| Hitnotering: 13-01-1973 t/m 17-03-1973 | Hitnotering: 13-01-1973 t/m 17-03-1973 | Hitnotering: 13-01-1973 t/m 17-03-1973 | Hitnotering: 13-01-1973 t/m 17-03-1973 | Hitnotering: 13-01-1973 t/m 17-03-1973 | Hitnotering: 13-01-1973 t/m 17-03-1973 | Hitnotering: 13-01-1973 t/m 17-03-1973 | Hitnotering: 13-01-1973 t/m 17-03-1973 | Hitnotering: 13-01-1973 t/m 17-03-1973 | Hitnotering: 13-01-1973 t/m 17-03-1973 | Hitnotering: 13-01-1973 t/m 17-03-1973 | Hitnotering: 13-01-1973 t/m 17-03-1973 |
| Week                                   | 1                                      | 2                                      | 3                                      | 4                                      | 5                                      | 6                                      | 7                                      | 8                                      | 9                                      | 10                                     |                                        |
| -------------------------------------- | -------------------------------------- | -------------------------------------- | -------------------------------------- | -------------------------------------- | -------------------------------------- | -------------------------------------- | -------------------------------------- | -------------------------------------- | -------------------------------------- | -------------------------------------- | -------------------------------------- |
| Positie                                | 22                                     | 16                                     | 13                                     | 9                                      | 7                                      | 5                                      | 5                                      | 7                                      | 16                                     | 25                                     | uit                                    |